# جوانان سوسیالیست متحد

پوستر جوانان سوسیالیست متحد

جوانان سوسیالیست متحد (به اسپانیایی: Juventudes Socialistas Unificadas) سازمان جوانانی بود که سال ۱۹۳۶ در اسپانیا از ادغام سازمان جوانان حزب کارگران سوسیالیست اسپانیا و حزب کمونیست اسپانیا به وجود آمد. رهبر آن سانتیاگو کاریلو از حزب کارگران سوسیالیست می‌آمد اما پیش از تشکیل سازمان مخفیانه به حزب کمونیست پیوسته بود و به همین سبب سازمان جدید به سرعت تحت کنترل حزب کمونیست درآمد.